# Igor Ilinskij
Igor Vladimirovitj Ilinskij (ryska: Игорь Владимирович Ильинский), född 24 juli 1901 i Moskva, Sovjetunionen, död 13 januari 1987 i Moskva, var en sovjetisk skådespelare och regissör som medverkade i ett flertal av Vsevolod Meyerholds produktioner.
Asteroiden 3622 Ilinsky är uppkallad efter honom.

## Filmografi (urval)
- 1924 – Aelita
- 1924 – Cigarrettflickan från Mosselprom
- 1924 – Zakrojsjtjik iz Torzjka
- 1926 – Miss Mend
- 1930 – Jörgensfesten
- 1938 – Volga-Volga
- 1956 – Karnevalsnatten
- 1962 – Gusarskaja ballada